# Bonanza Bros.
Bonanza Bros. är ett arkadspel av Sega, släppt 1990.
Bonanza Bros. är två bröder, Robo och Mobo (Mike och Spike i vissa versioner), som ska försöka smyga runt i olika byggnader och komma över diverse föremål, för att sedan bli upphämtade av en blimp. Detta utan att bli upptäckta. Man kontrollerar en av bröderna, eller båda, då spelet också erbjuder ett läge för två spelare.
I den japanska originalversionen av Bonanza Bros. är bröderna tjuvar, medan de i andra versioner testar säkerhetssystem eller hjälper polisen hitta olika bevis.
Robo and Mobo blev senare spelbara karaktärer i Sonic & Sega All-Stars Racing.